# Anii 560
Secole: Secolul al V-lea - Secolul al VI-lea - Secolul al VII-lea
Decenii: Anii 510 Anii 520 Anii 530 Anii 540 Anii 550 - Anii 560 - Anii 570 Anii 580 Anii 590 Anii 600 Anii 610
Ani: 560 | 561 | 562 | 563 | 564 | 565 | 566 | 567 | 568 | 569